# اینیاکی بی
اینیاکی بی (انگلیسی: Iñaki Bea؛ زادهٔ ۲۷ ژوئن ۱۹۷۸) بازیکن فوتبال اهل اسپانیا است.
از باشگاه‌هایی که در آن بازی کرده‌است می‌توان به باشگاه فوتبال رئال وایادولید و باشگاه فوتبال رئال مورسیا اشاره کرد.